# Dowang
Dowang war eine Längeneinheit auf den Philippinen in den Provinzen Visayan und Leyte.
- 1 Dowang = 2 Brazas = 3,34 Meter
  - Cavite: 1 Braza (legal oder burgos) = 2 Varas (1 V. = 0,836 Meter) (= 4 Fuß) = 1,671812 Meter
  - 10 Brazas = 1 Anet